# Beylicato de Karasi

Los territorios del beylicato y las campañas otomanas de conquista.

El beylicato de Karasi (en turco otomano: قرا صي; turco moderno: Karesioğulları, Karesioğulları Beyliği), también conocido como principado de Karasi, fue uno de los beylicatos de Anatolia en la zona de la clásica Misia (actuales provincias de Balıkesir y Çanakkale) desde alrededor de 1297 hasta 1360. El centro estaba ubicado en Balıkesir y Bergama, y fue uno de los principados fronterizos establecidos por los turcos oğuz después del declive del Sultanato selyúcida de Rum.
Se convirtió en una potencia naval en el mar Egeo y los Dardanelos. 
Fue el primer beylicato que fue conquistado por el beylicato de Osman, que después fundaría el Imperio otomano. La adquisición de Karasi permitió a los otomanos comenzar la conquista de las tierras europeas en Rumelia a través de los Dardanelos.
La provincia (sanjacado, después valiato) de Balıkesir fue llamada la subprovincia (sanjacado, después valiato) de Karasi hasta los primeros años de la República de Turquía, después de lo cual recibió el nombre de ciudad de Balıkesir.